# Freaks (album)
Pour les articles homonymes, voir Freaks.
Albums de Pulp
It
(1983) Separations
(1992)
Freaks est le deuxième album du groupe de pop britannique Pulp, sorti en 1987 sur le label indépendant Fire Records. Il a une sonorité bien plus sombre que son prédécesseur It, qui était essentiellement composé de ballades et de chansons acoustiques. Enregistré en seulement une semaine, il souffre d'un manque de production évident. Les titres They Suffocate at Night et Master of the Universe ont été édités en single. À noter que la claviériste du groupe (Candida Doyle) et le batteur (Magnus Doyle) sont frère et sœur.

## Liste des pistes
1. Fairground
2. I Want You
3. Being Followed Home
4. Master of the Universe
5. Life Must Be So Wonderful
6. There's No Emotion
7. Anorexic Beauty
8. The Never-Ending Story
9. Don't You Know
10. They Suffocate at Night

## Musiciens
- Jarvis Cocker - chant, guitare, batterie sur Anorexic Beauty
- Russell Senior - guitare, violon, chant sur Fairground et Anorexic Beauty
- Candida Doyle - claviers, chœurs
- Peter Mansell - basse
- Magnus Doyle - batterie

## Singles extraits de l'album
- They Suffocate at Night / Tunnel
- Master of the Universe / Manon / Silence